# Estação de Choisy-le-Roi
A Estação de Choisy-le-Roi é uma estação ferroviária francesa da linha de Paris-Austerlitz a Bordeaux-Saint-Jean, localizado no território da comuna de Choisy-le-Roi, no departamento do Vale-do-Marne, na região da Ilha de França.
Ela foi inaugurada em 1840 pela Compagnie du chemin de fer de Paris à Orléans (PO).
É uma estação da Société nationale des chemins de fer français (SNCF) servida pelos trens da linha C do RER.

## Situação ferroviária
Estabelecida a 37 metros, a estação de junção de Choisy-le-Roi está situada no ponto quilométrico (PK) 9.480 da linha de Paris-Austerlitz a Bordeaux-Saint-Jean, entre as estações de Les Ardoines e de Villeneuve-le-Roi.
Ela é também a origem, no PK 9,480, da linha de Choisy-le-Roi a Massy - Verrières, seguida pela estação de Les Saules.
Ela possui seis vias das quais duas centrais diretas e quatro vias por plataforma.

## História
A estação de Choisy foi inaugurada em 20 de setembro de 1840 pela Compagnie du chemin de fer de Paris a Orléans (PO), quando ela abriu o trecho Paris a Juvisy.
O edifício original foi demolido durante a Belle Époque em favor de uma construção mais moderna, localizada perto da ponte sobre o Sena, com vista para os trilhos.
A fim de estender o serviço de passageiros entre a estação de Pont de Rungis e a estação de Massy - Palaiseau (em 25 de setembro de 1977), uma estação moderna foi construída a cerca de cem metros da antiga estação, cujas plataformas foram destruídas e a planta da via adaptada a este aumento de tráfego; o entroncamento para Orly poste R foi adiado a montante das plataformas, sob a ponte de Choisy, oferecendo assim 6 vias ao nível das plataformas (as vias 1 e 2 não sendo mais atendidas). A estação RER possui um pequeno edifício de concreto cuja fachada térrea é revestida de pedra irregular; ela é encimada por um telhado em forma de W comportando um grande telhado de vidro em seu centro flanqueado por duas alas decorativas. Uma passarela de pedestres fica à direita do edifício.
Segundo estimativas da SNCF, o atendimento anual na estação é demonstrado na tabela a seguir.
| Ano         | 2019       | 2018       | 2017       | 2016       | 2015       |
| ----------- | ---------- | ---------- | ---------- | ---------- | ---------- |
| Passageiros | 13 240 339 | 13 621 599 | 14 029 876 | 14 178 267 | 14 267 343 |

## Serviço aos passageiros

### Ligação
A estação é servida por trens da linha C do RER. Está equipado com o sistema Infogare.
Fora do horário de pico, a estação é servida por:
- um trem a cada 15 minutos para Versailles-Château-Rive-Gauche, Versailles-Chantiers ou Juvisy (em alternância, direto de ou para Paris);
- um trem a cada 15 minutos aproximadamente na direção de Pontoise/Montigny - Beauchamp ou Massy - Palaiseau/Pont de Rungis (em alternância, omnibus).

Durante a hora do pico, a estação é servida por:
- um trem de ou para Dourdan (trens KYVI/DYVI) a cada 15 minutos (direto entre Brétigny e Juvisy, Juvisy e Choisy, e parando em Ivry-sur-Seine);
- um trem de ou para Versailles-Chantiers (trens VITY/CITY) a cada 15 minutos (parando em Vitry-sur-Seine);
- um trem de ou para Pontoise (trens NORA) a cada 15 minutos (omnibus).

As duas vias sem plataformas destinam-se à circulação de trens que não atendem Choisy-le-Roi: Intercités, TER, RER para Étampes/Dourdan/Saint-Quentin-en-Yvelines, etc.

### Intermodalidade
Uma correspondência com a linha de bonde T9, na parada Rouget de Lisle, é possível, a 500 metros a oeste da estação. Também é servida pelos ônibus 103, 182, 183, 185, 393, Choisybus e TVM da rede de ônibus RATP, pelas linhas 282 e 483 da rede de ônibus Seine Grand Orly e, à noite, pelas linhas N71 e N133. da rede Noctilien.

## Patrimônio ferroviário
A antiga estação foi convertida em um centro de juventude. A remodelação das rotas circundantes resultou na destruição das duas alas laterais do edifício.
Trata-se de um edifício térreo, construído em vala, no qual o acesso se faz, pelo lado da rua, através do andar superior do edifício. Este edifício possuía originalmente duas alas no lado dos trilhos; possui cinco aberturas por andar e um telhado de duas esquinas rebaixado dotado de um relógio no frontão do lado da rua e de três lucarnas do lado dos trilhos. A fachada é revestida a gesso. As aberturas, com arco abobadado, são encimadas por rebordo dotado, no piso superior, de entablamento; um friso de ladrilhos de cerâmica com motivos florais corre sob a cornija e ostenta a inscrição "Chemin de fer d'Orléans".
Tem muitos pontos em comum com a estação de Vitry-sur-Seine que, no entanto, apresenta uma configuração invertida: sendo construída sobre um talude, ela tem um piso do lado dos trilhos e dois do lado da rua.

## Projeto
Em 2024, o terminal sul da linha 5 do T Zen deve ser na parada Régnier - Marcailloux, a 500 metros ao norte da estação.